# La Reddition de Bréda
 (novembre 2022).
Si vous disposez d'ouvrages ou d'articles de référence ou si vous connaissez des sites web de qualité traitant du thème abordé ici, merci de compléter l'article en donnant les références utiles à sa vérifiabilité et en les liant à la section « Notes et références ».
La Reddition de Bréda ou Les Lances ((es) La rendición de Breda o Las lanzas) est une huile sur toile, peinte entre  1634 et 1635 par Diego Vélasquez et exposée au musée du Prado de Madrid depuis 1819.

## Contexte historique
L'œuvre de Vélasquez prend pour arrière-plan historique la guerre de Quatre-Vingts Ans, ou guerre des Flandres, menée par les Pays-Bas, sous la direction de Guillaume d'Orange, pour se libérer du joug de l'Espagne, à la fin du XVIe siècle et au début du XVIIe siècle.
En 1590, les troupes de Maurice de Nassau-Orange, quatrième fils de Guillaume, stathouder des Provinces-Unies des Pays Bas, prirent la cité de Bréda.
Une trêve de Douze Ans maintint le pays en paix entre 1609 et 1621. Quand Philippe IV accéda au trône d'Espagne, en 1621, la trêve expira et la guerre reprit. Philippe IV voulut récupérer cette place importante pour en faire le point de départ d'autres conquêtes.

## Le siège de Bréda
Philippe IV nomma Ambrogio Spinola général de l'expédition de Bréda. Cet aristocrate génois était le meilleur stratège militaire de l'époque. Il prit le commandement de 40 000 hommes et nombre de généraux espagnols réputés, tels le marquis de Leganés et don Carlos Coloma.
La cité de Bréda était défendue par Justin de Nassau, de la maison d'Orange. Le siège de la ville fut une vraie leçon de stratégie militaire, observée et étudiée de près par des généraux étrangers présents sur place en tant « qu'attachés militaires ». L'objectif principal de Spinola fut d'empêcher l'accès à la ville et son approvisionnement en vivres et munitions par une série d'actions secondaires, dont la plus réussie fut de noyer les terres avoisinantes pour bloquer le passage de tout secours.
Selon les chroniques de l'époque, bien que la défense de Bréda fut héroïque, la garnison dut hisser le drapeau blanc. Justin de Nassau capitula honorablement le 5 juin 1625. L'armée espagnole, ayant admiré le courage de ses ennemis, autorisa la garnison à sortir de la ville en ordre militaire, drapeaux en tête. Les généraux espagnols ordonnèrent que les vaincus fussent rigoureusement respectés et dignement traités. Le général espagnol Spinola attendit le général hollandais Nassau, trois jours plus tard, hors des murs de la ville. Vélasquez choisit de peindre cette entrevue, moment de courtoisie chevaleresque historique.

## Description du tableau
Vélasquez peignit ce tableau, ainsi que deux autres, sur commission de Philippe IV d'Espagne pour le salon des Royaumes (Salón de Reinos) du palais du Buen Retiro, une villa suburbaine construite dans le style romain. Ce grand palais, formé de divers pavillons entourés de vastes jardins, était une annexe du monastère Saint-Jérôme-le-Royal, dont l'église et l'actuel parc du Retiro subsistent encore, près du musée du Prado.
Le salon des Royaumes était la pièce la plus prestigieuse de l'ensemble, celle où Philippe IV recevait les ambassadeurs des puissances étrangères. Pour impressionner ses visiteurs, il y fit représenter douze succès militaires espagnols, même certains relativement anciens, car il voulait glorifier son pays en phase de déclin économique. Ces tableaux de batailles étaient par ailleurs entourés de peintures de Francisco de Zurbarán sur les Travaux d'Hercule, personnage mythique que les rois d'Espagne considéraient comme un de leurs ancêtres.
A. Hugon décrit ainsi la série des douze batailles : "[S]ur les murs nord et sud de la pièce, douze grandes scènes de batailles réalisées par des peintres du roi illustraient les principales victoires de la monarchie entre 1622 et 1634, dont les victoires de l'annus mirabilis 1625 : La Reddition de Bréda par Vélasquez, La Défense de Cadix face aux Anglais par Zurbarán, La Récupération de Bahia par Maino, Le Secours de Gênes par Antonio de Pereda et L'Expulsion des Hollandais de San Juan de Porto Rico par Eugenio Cajés". L'historien mentionne également une œuvre de Jusepe Leonardo, trois de Vincenzo Carducci, une de Félix Castello et une dernière, perdue depuis, de Cajés. Excepté un tableau détruit (un des deux qu'a peints Zurbarán), la série est exposée au musée du Prado.
Vélasquez déroule la scène de la reddition sans gloire vaine ni effusion de sang. Les deux protagonistes sont au centre de la scène et semblent dialoguer, plus comme des amis que des ennemis. Justin de Nassau, les clés de Bréda à la main, s'apprête à s'agenouiller aux pieds d'Ambrogio Spinola au moment où celui-ci pose une main sur son épaule et l'empêche de s'humilier. Sur ce point, ce tableau offre une rupture avec la représentation traditionnelle du héros militaire, dominant et humiliant le vaincu. On s'éloigne également du hiératisme qui dominait dans les tableaux de batailles. Vélasquez représente avec réalisme non seulement le général Spinola, qu'il avait côtoyé en Italie en 1629, mais aussi les soldats anonymes qui entourent les deux protagonistes : tous sont traités comme des portraits.

## Galerie

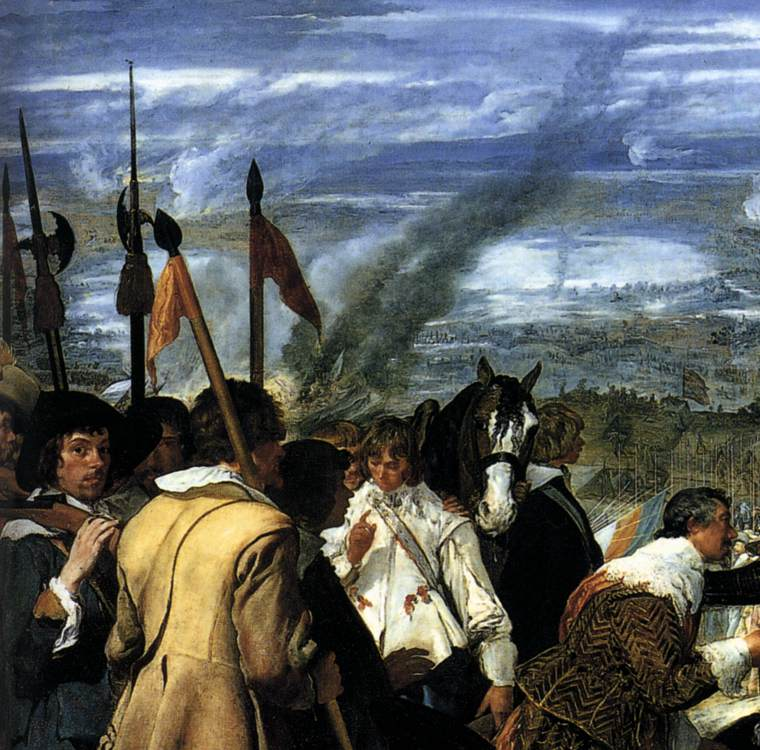
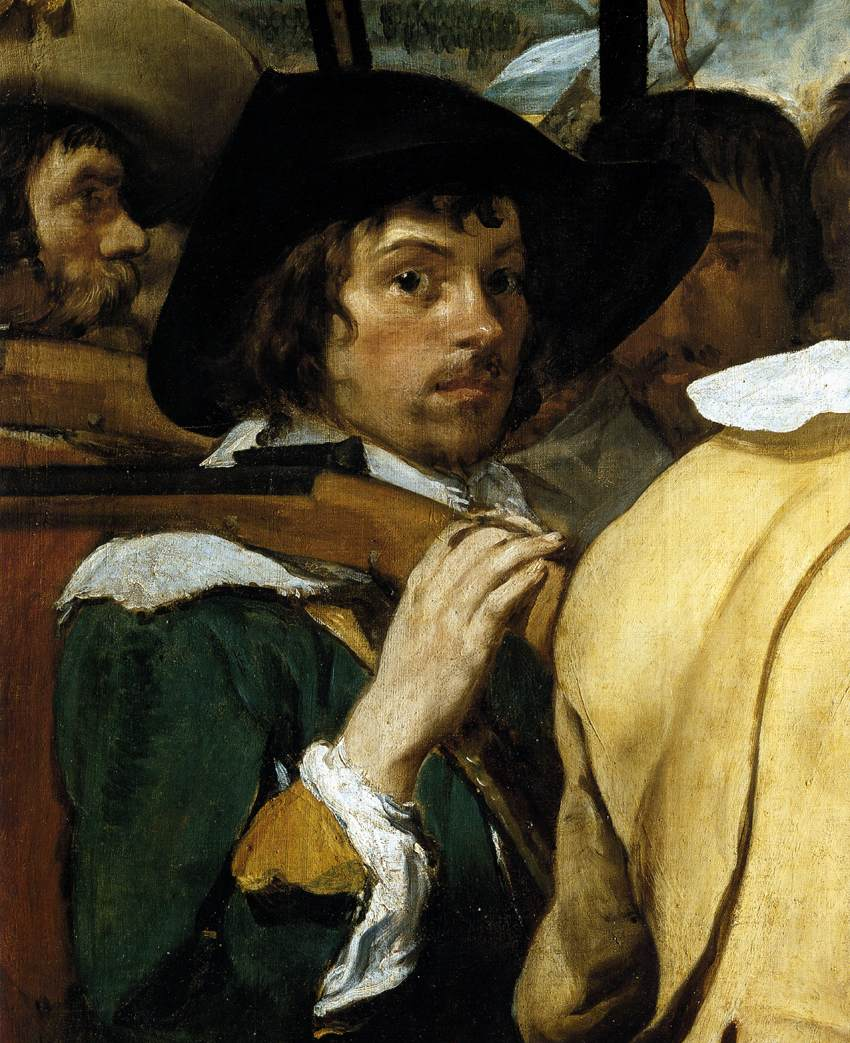
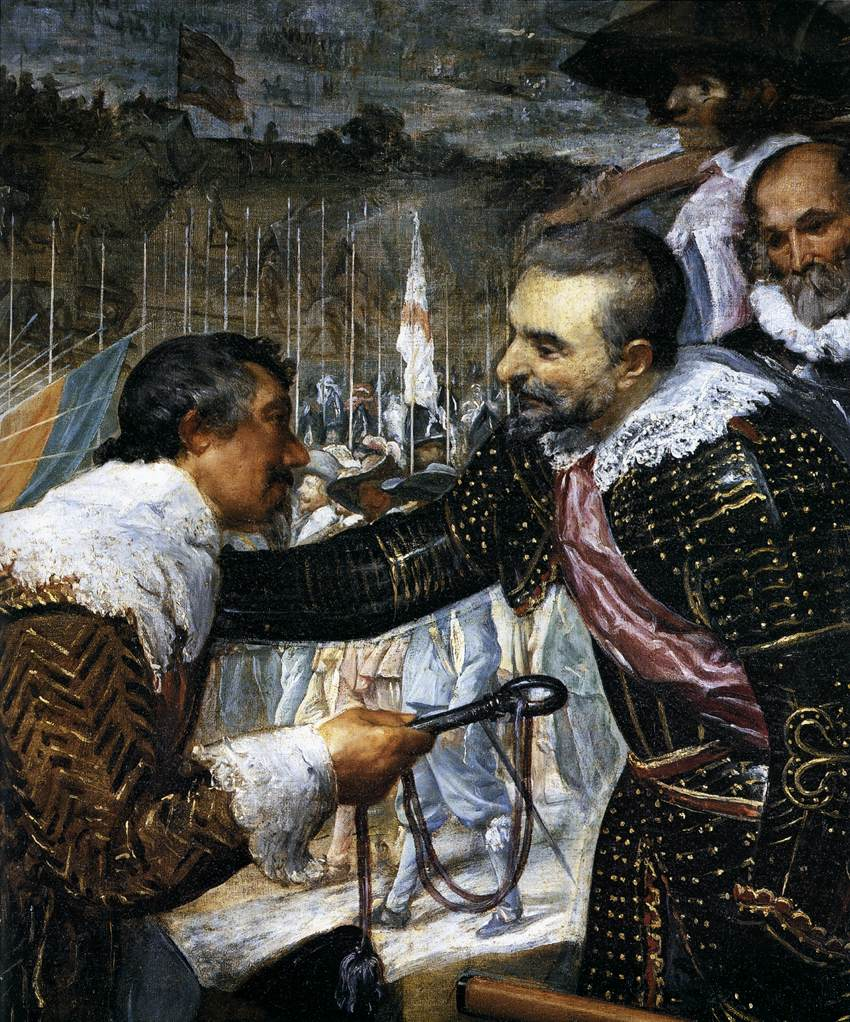
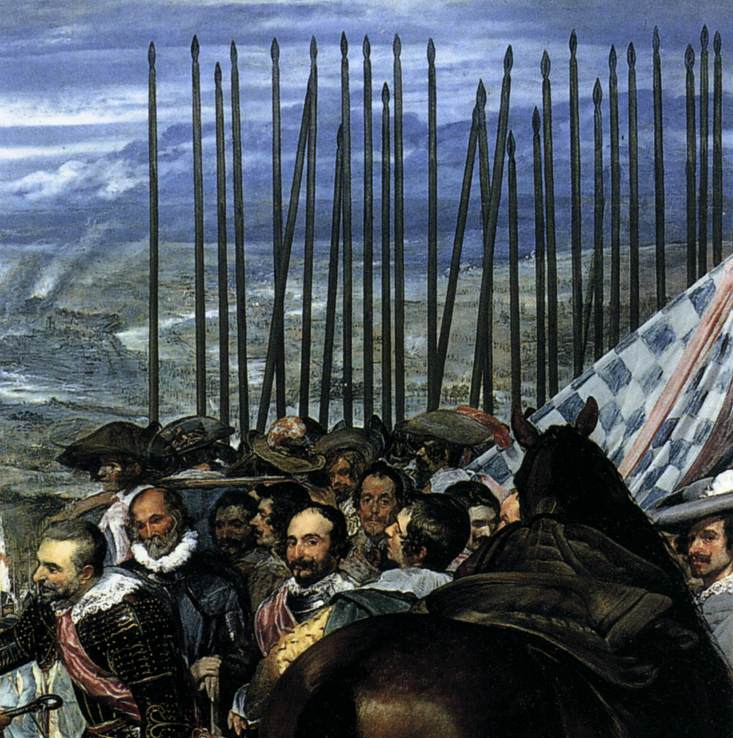

Détails de la toile.

## Sources
- (es) Cet article est partiellement ou en totalité issu de l’article de Wikipédia en espagnol intitulé « La rendición de Breda » (voir la liste des auteurs).